# Mark Bolland
Mark William Bolland (sinh ngày 10 tháng 4 năm 1966) là một giám đốc quan hệ công chúng Anh. Bolland làm việc cho Cơ quan Tiêu chuẩn Quảng cáo và Ủy ban Khiếu nại Báo chí trước khi làm Phó Thư ký riêng cho Charles, Hoàng tử xứ Wales, từ năm 1997 đến 2002. Trong thời gian làm việc với Charles, Bolland đã được ghi nhận là phục hồi hình ảnh công khai của hoàng tử và nâng cao hình ảnh công chúng về mối quan hệ giữa Charles và Camilla Parker Bowles, người sẽ trở thành vợ hai của hoàng tử. Sau khi rời hoàng tử, Bolland đã thành lập một công ty truyền thông và quan hệ công chúng, Mark Bolland & Associates, và đã giữ một số vai trò trong lĩnh vực từ thiện và thứ ba.

## Tuổi thơ
Bolland được sinh ra ở Toronto, Ontario, Canada, con trai của Arthur Bolland, người đã di cư từ Middlesbrough ở Anh và vợ Joan. Trước khi sinh ra Bolland, cha mẹ ông đã có một cô con gái, Tracy, người đã chết ở tuổi sáu của một lỗ hổng trong trái tim. Bolland được sinh ra một năm sau cái chết của chị gái mình. Cha mẹ ông sau đó có đứa con thứ ba, Diana và gia đình trở về Anh. Bolland được đào tạo tại Trường King's Manor ở Middlesbrough và Đại học York, nơi ông nhận bằng Cử nhân hóa học.
Sau khi đại học, Bolland làm việc với tư cách là một giám đốc điều hành công vụ tại Public Affairs International tại Toronto trước khi gia nhập chi nhánh tại Vương quốc Anh của IBM với tư cách là một giám đốc tiếp thị nơi ông làm việc từ 1987 đến 1988.
Sau khi gặp Huân tước McGregor, Bolland làm cố vấn cho ông từ năm 1989 đến năm 1991 trong thời gian McGregor làm Tổng giám đốc Cơ quan Tiêu chuẩn Quảng cáo và theo ông đến Ủy ban Khiếu nại Báo chí (PCC), làm trợ lý điều hành trong thời gian làm chủ tịch của McGregor từ năm 1991 đến năm 1992. Bolland sau đó làm giám đốc của PCC từ năm 1992 đến năm 1996. Người kế vị của McGregor tại PCC, Huân tước Wakeham, đã đề nghị với Charles, Thân vương xứ Wales, rằng Bolland nên làm việc với tư cách là cố vấn của ông, và bạn đời của Bolland, Guy Black, sau đó đã kế nhiệm ông làm giám đốc của PCC.